# Nékám Lajos (orvos, 1909–1967)
Nékám Lajos (Budapest, 1909. január 29. – Budapest, 1967. március 7.) orvos, bőrgyógyász, az orvostudományok doktora (1963), Nékám Lajos orvos fia.

## Élete
1932-ben, a budapesti egyetemen kapta meg orvosi diplomáját. Ezt követően a bőrgyógyászat tanulmányozását külföldi egyetemeken végezte. Először apja, Nékám Lajos, 1934-től pedig Korányi Sándor klinikáján dolgozott. Később tanársegéd volt a Bőrklinikán, adjunktus, később pedig tudományos főmunkatárssá lépett elő. 1944-ben szerzett egyetemi magántanári képesítést. A hormonális és a K-vitaminhoz kapcsolódó bőrgyógyászati kutatásai számottevőek, eredményeit hazai és külföldi szaklapokban publikálta. 1952-től szakszerkesztőségi titkára volt a Bőrgyógyászati és Venerológiai Szemlének, 1963-tól szerkesztette is a lapot.